# 박철현
박철현(1989년 9월 23일 ~ )은 대한민국의 배우이다.

## 학력
- 한국예술종합학교 연극원
- 김해영운고등학교

## 출연작

### 영화
- 《은교》 (2012년) - 노랑머리 역
- 《마이 블랙 미니드레스》 (2011년) - 유민 후배 역

### 드라마
- 《아르곤》 (2017년, tvN) - 한봉길 역
- 《너의 목소리가 들려》 (2013년, SBS)
- 《빠담빠담… 그와 그녀의 심장박동소리》 (2012년, JTBC)
- 《매리는 외박중》 (2010년, KBS2) - 레오 역

### 뮤직비디오
- 메이비 - Goodbye Valentine